# Richard Garfield
Richard Garfield (Filadelfia, 26 giugno 1963) è un autore di giochi statunitense, noto soprattutto per la creazione del primo gioco di carte collezionabili Magic: l'Adunanza.

## Biografia
Garfield è nato a Filadelfia, Pennsylvania, ma a causa del lavoro del padre architetto per tutta l'infanzia ha viaggiato da un luogo all'altro per stabilirsi infine a dodici anni nell'Oregon. La sua passione per i giochi fu accesa da Dungeons & Dragons che lo portò ad interessarsi ai giochi in generale e alla loro storia. Garfield progettò il suo primo gioco quando aveva 13 anni.
Nel 1985, ottenne un  Bachelor of Science in informatica applicata alla matematica. Entrò nei  Bell Laboratories, quindi decise di continuare gli studi e frequentò l'Università di Pennsylvania a Filadelfia, dove studiò matematica combinatoria. Fu allievo di Herbert Wilf e ottenne un dottorato (Ph.D.) in matematica combinatoria da Penn nel 1993, con la tesi sulla The distribution of the binomial coefficients modulo p. Divenne professore di matematica al Whitman College di Walla Walla, Washington.
Nel 1985 aveva completato il progetto di RoboRally, un gioco da tavolo in cui i giocatori controllano dei robot in competizione per completare un percorso ad ostacoli all'interno della fabbrica. Un suo amico, Mike Davis, propose il gioco a diversi editori, tra cui la FASA, senza successo e infine nel 1991 mise in contatto Garfield con la Wizards of the Coast, all'epoca una piccola casa editrice. Peter Adkison, il  direttore esecutivo, pur ritenendolo promettente non ne fu interessato, perché all'epoca la Wizards of the Coast non aveva le risorse per produrre giochi da tavolo. Egli disse a Garfield che sarebbe stato interessato ad un gioco portatile, maneggevole e veloce che potesse essere giocato alle convention durante i momenti morti. Garfield ritornò allora con una proposta che delineava i concetti generali di un gioco di carte collezionabile. Adkison afferrò immediatamente il potenziale del gioco e accettò di produrlo.
Il gioco venne sviluppato e posto in playtest nei due anni successivi, ma le regole furono fissate definitivamente e stampate solo poco prima della pubblicazione; la maggior parte delle persone che parteciparono al playtest lo fecero sulla base delle spiegazioni verbali di Garfield, usando carte prive di illustrazioni e stampate in bianco e nero. Durante il playtesting, il gioco venne chiamato semplicemente "Magic", ma quando un avvocato li informò che "Magic" era un termine troppo generico per essere registrato, venne allora scelto il nome "Mana Clash", ma comunque tutte le persone coinvolte con il gioco continuarono a riferirsi ad esso come "Magic". Dopo ulteriori consultazioni legali venne deciso allora di ribattezzare il gioco Magic: The Gathering, in modo da poterlo registrare.
I playtester iniziarono a sviluppare indipendentemente dei set di espansione che successivamente venivano passati a Garfield per essere rivisti. Nel giugno 1994 fu assunto dalla Wizards of the Coast come autore di giochi a tempo pieno e lasciò l'insegnamento. Alla Wizards of the Coast sviluppò nuovi giochi di carte collezionabili e giochi da tavolo per dieci anni ritirandosi infine e proseguendo come autore di giochi indipendente, continuando comunque a collaborare allo sviluppo delle espansioni di Magic.
Tra il 2014 e il 2019 lavora per Valve Corporation sviluppando il videogioco Artifact. Nel 2018 pubblica KeyForge: Call of the Archons per la Fantasy Flight Games, un gioco di carte in cui i singoli mazzi sono precostituiti in modo casuale a partire da un gruppo di carte comuni. Ogni mazzo ha un dorso diverso e riporta un codice per cui le carte di mazzi diversi non possono essere mischiate tra loro a formare  un nuovo mazzo.

## Opere
Una lista parziale di giochi progettati da Richard Garfield:

### Giochi di carte collezionabili
- Magic: The Gathering (1993)
- Vampire: The Eternal Struggle (1994)
- Netrunner (1996)
- BattleTech CCG (1996)
- Star Wars Trading Card Game (2002)

### Giochi da tavolo
- RoboRally (1994)
- Filthy Rich (1998)
- Pecking Order (2006)
- Rocketville (2006)
- Stonehenge (2007)
- King of Tokyo (2011)
- King of New York (2014)
- Bunny Kingdom (2018)

### Giochi di carte non collezionabili
- The Great Dalmuti (1995)
- Dilbert: Corporate Shuffle (1997)
- Twitch (1998)
- Android: Netrunner (2012)
- KeyForge (2018)

### Videogiochi
- Spectromancer (2008), gioco di carte online
- Schizoid (2008), gioco di azione per console
- Kard Combat (2011), gioco per iOS
- SolForge (2012), gioco per iOS
- Artifact (2018), videogioco di carte collezionabili per Windows, MacOS e Linux